# Stora Djuptjärnet
Stora Djuptjärnet är en sjö i Eda kommun i Värmland och ingår i Göta älvs huvudavrinningsområde. Sjöns area är 0,038 kvadratkilometer och den befinner sig 153 meter över havet.